# Reinhard Schmidt-Rost
Reinhard Schmidt-Rost (* 5. März 1949 in Bad Hersfeld) ist ein evangelischer Pfarrer, Diplom-Psychologe und emeritierter Hochschullehrer für Praktische Theologie an der Rheinischen Friedrich-Wilhelms-Universität Bonn.

## Lebenslauf
Nach dem 1967 abgelegten Abitur am Görresgymnasium in Koblenz folgte von 1967 bis 1974 ein Studium an der Rheinischen Friedrich-Wilhelm-Universität Bonn, an der Johannes Gutenberg-Universität Mainz und an der Eberhard Karls Universität Tübingen. 1971 legte Reinhard Schmidt-Rost das erste theologische Examen ab. Es folgte ein Psychologiestudium. 1975 schrieb Schmidt-Rost eine Diplomarbeit im Fach Psychologie.
Von 1974 bis 1986 war er Mitarbeiter am Tübinger Lehrstuhl für Praktische Theologie beim Arzt und Theologen Dietrich Rössler. Die Promotion zum Doktor der evangelischen Theologie erfolgte 1979. Das Thema seiner Dissertation lautete: „Verkündigung in evangelischen Zeitschriften“. Die Arbeit wertete als Quellen die christliche Publizistik aus.
Von 1979 bis 1981 war Schmidt-Rost Pfarrverweser in der Kirchengemeinde Eckenweiler-Ergenzingen der Evangelischen Landeskirche in Württemberg. 1986 erfolgte die Habilitation im Fach Praktische Theologie. Der Titel der Habilitationsschrift lautete: „Seelsorge zwischen Amt und Beruf“.
Von 1986 bis 1987 arbeitete Schmidt-Rost als Hochschulpfarrer in Tübingen. Von 1987 bis 1993 war er in Stuttgart Gemeindepfarrer in der evangelischen Kirchengemeinde Rohracker auf dem Frauenkopf. 1992 erhielt er eine Professur für Praktische Theologie an die Christian-Albrechts-Universität Kiel; gleichzeitig war er auch Universitätsprediger. Seit dem Wintersemester 1999/2000 ist Schmidt-Rost Professor für Praktische Theologie und Universitätsprediger an der Rheinischen Friedrich-Wilhelms-Universität in Bonn.
2016 erfolgte die Emeritierung.

## Fachgebiete
- Schmidt-Rosts theologische Fachgebiete sind Homiletik und Christliche Publizistik sowie Pastoraltheologie, Pastoralpsychologie und die Seelsorge.
- Schmidt-Rost ist als Homiletiker auch Autor der 1997 gegründeten Interplattform Göttinger Predigten im Internet.
- Schmidt-Rost ist Mitglied der Jury, die seit dem Jahr 2000 alljährlich den ökumenischen Predigtpreis vergibt.

## Publikationen (Auswahl)
- „...eyne offentliche reytzung zum glauben vnd zum Christenthum“. Der evangelische Gottesdienst in Reformation und Spätmoderne, in: Relationen. Festschrift für Karl-Heinz zur Mühlen, Münster 2000, S. 309–320
- Personalführung in der Kirche – praktisch-theologische Überlegungen über Konzentration und Visitation, in: Zeitschrift für Arbeit und Besinnung 55, S. 682–690 und 748–754
- Schock und Schonung. Überlegungen zu einer christlichen Medienpraxis, in: D. Hiller/Chr. Kreß, Dass Gott eine große Barmherzigkeit habe, Festschrift für Gunda Schneider-Flume, Leipzig 2001, S. 99–110
- Medienethik als Gegenstand theologischer Ausbildung, in: Chr. Drägert/N. Schneider, Medienethik. Freiheit und Verantwortung, Stuttgart 2001, S. 437–446
- Preiswerte Predigt. Einige Bemerkungen aus Anlaß zweier deutscher Predigtpreise, in: Informationes Theologiae Europae. Internationales ökumenisches Jahrbuch für Theologie, 2001, S. 71–78.
- Theologische Gesichtspunkte der Führung in der Diakonie, in: K. D. Hildemann (Herausgeber), Spannungsfeld Führung. Neue Konzepte in einem veränderten Sozialstaat, Leipzig 2002, S. 199–208
- Christliche Publizistik. In: Michael Klöcker / Udo Tworuschka (Hg.): Handbuch der Religionen. Kirchen und andere Glaubensgemeinschaften in Deutschland und im deutschsprachigen Raum, 58. Ergänzungslieferung (2018), XIV – 3.1.6.3
- Der Pfarrer ist doch anders, Beitrag zur Festschrift für Karl-Adolf Bauer zum 65. Geburtstag, Neukirchener, Neukirchen-Vluyn 2002, ISBN 3-7887-1935-4.
- zusammen mit Thomas Hübner: Orgelpunkt. Die Geschichte und die Orgeln der Schloßkirche zu Bonn (mit Farbtafeln von Boris Schafgans), CMZ-Verlag, Rheinbach 2012, ISBN 978-3-87062-126-1.